# Афонсињо (фудбалер, 1914)
Афонсо Гимарајеш да Силва, најпознатији као Афонсињо (Рио де Жанеиро, 8. март 1914. — 20. фебруар 1997),  био је бразилски фудбалер који је играо на позицији нападачког везног.
Током своје каријере (1931 — 1946), играо је за Америку-РЈ, Фламенго, Сао Кристовао и Флуминенсе. Освојио је четири државна првенства Рио де Жанеира (1931, 1940, 1941, 1946). За бразилски тим играо је на јужноамеричком првенству 1937. године, постигавши један гол, и одиграо је четири утакмице на светском првенству у фудбалу 1938. године.
Умро је у 82. години живота.